# Nanthela tonkinensis
Nanthela tonkinensis is een spinnensoort uit de familie Liphistiidae. De soort komt voor in Vietnam.